# Monument national de Castner Range
Le monument national de Castner Range – ou Castner Range National Monument en anglais – est une aire protégée américaine dans le comté d'El Paso, au Texas. Créé le 21 mars 2023 par Joe Biden,, ce monument national conserve 27 km2 dans la chaîne de montagnes Franklin, à l'emplacement d'un ancien champ de tir relevant de Fort Bliss. C'est le premier espace naturel ainsi désigné à être géré par l'armée de terre des États-Unis, et plus généralement le département de la Défense du pays. En cours de déminage, il n'est pas immédiatement ouvert au public lors de sa création et reste fermé au public.

## Description
La chaîne Castner fait partie du désert de Chihuahua. Le monument comprend les pentes orientales de North Franklin Mountain, le plus haut sommet de la région. Il est adjacent au parc d’État des montagnes Franklin et au nord-est d’El Paso et près du monument national des monts Organ et des Pics du désert au Nouveau-Mexique.
Le pavot doré mexicain fleurit sur le site au printemps. Les plantes indigènes comprennent la langue de barbe Alamo, le cactus en coussinet de Sneed et le cereus à floraison nocturne.
Les animaux vivant dans les monts Franklin comprennent le pluvier montagnard, le lézard cornu du Texas, la chevêche des terriers de l’Ouest et l’escargot d’éboulis de Franklin Mountain.
Après des phases de nettoyage et de déminage, le monument sera aménagé avec des sentiers pour la randonnée ou le vélo, bien que cela puisse prendre de nombreuses années.

## Histoire
Le Castner Range, nommé en l’honneur du général Joseph Castner était un site d’essai d’armes pour l’armée de 1926 jusqu’à sa fermeture en 1966. Pendant la Seconde Guerre mondiale, une nouvelle gamme de missiles de défense aérienne est devenue la plus grande du monde. Le champ de tir offrait aux soldats l’expérience de l’utilisation d’armes antichars. Après la guerre, une brigade de missiles guidés de l’armée s’est entraînée sur le site, et pendant la guerre du Vietnam, l’armée y a mené des exercices de combat rapproché.
En 2015, le membre du Congrès Beto O’Rourke a présenté un projet de loi qui créerait le Castner Range National Monument. Le conseil municipal d’El Paso et le tribunal des commissaires du comté d’El Paso ont tous deux soutenu à l’unanimité la désignation. La secrétaire à l’Intérieur, Deb Haaland, a visité le Range en mars 2022 et s’est engagée à promouvoir l’accès à la nature.
Le président Biden a annoncé la création du monument lors du sommet de la Maison Blanche sur la conservation en action le 21 mars 2023, en même temps que le monument national Avi Kwa Ame.